# Thomsonisca amathus
Thomsonisca amathus är en stekelart som först beskrevs av Walker 1838.  Thomsonisca amathus ingår i släktet Thomsonisca och familjen sköldlussteklar. Arten är reproducerande i Sverige. Inga underarter finns listade i Catalogue of Life.